# Morašice (district de Pardubice)
Pour les articles homonymes, voir Morašice.
Morašice (en allemand : Moraschitz) est une commune du district et de la région de Pardubice, en République tchèque. Sa population s'élevait à 94 habitants en 2024.

## Géographie
Morašice se trouve à 7 km au sud-ouest de Přelouč, à 21 km à l'ouest-sud-ouest de Pardubice, à 34 km au sud-ouest de Hradec Králové et à 77 km à l'est de Prague.
La commune est limitée par Lány au nord, par Stolany à l'est, par Mladoňovice à l'est et au sud, par Bojanov au sud et par Vápenný Podol, Úherčice et Heřmanův Městec à l'ouest.

## Histoire
La première mention écrite de la localité date de 1487.

## Transports
Par la route, Morašice se trouve à 8,5 km de Přelouč, à 26 km de Pardubice et à 92 km de Prague. 